# Tokonoma

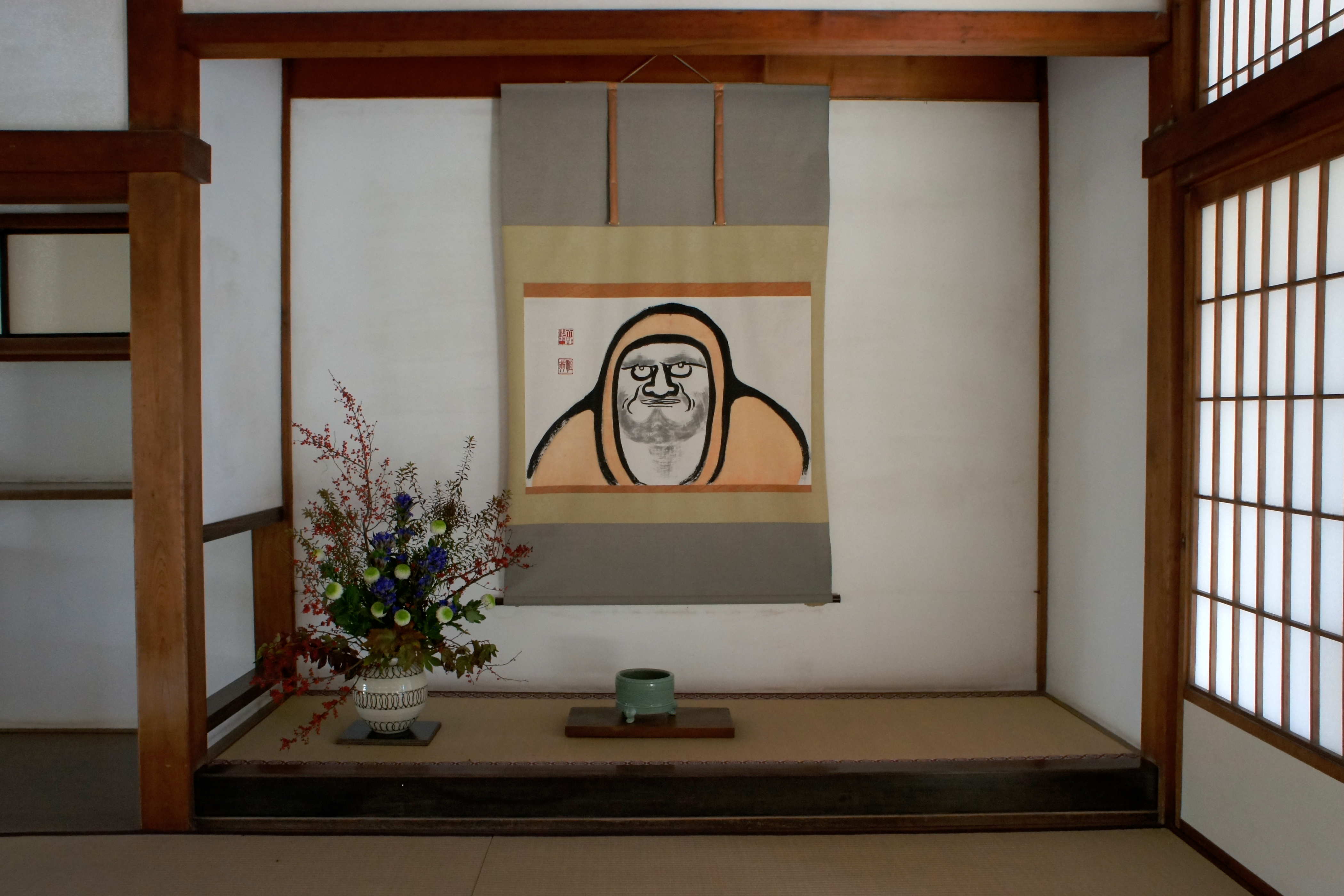
Un tokonoma japonés con un kakemono sobre la pared y un ikebana.

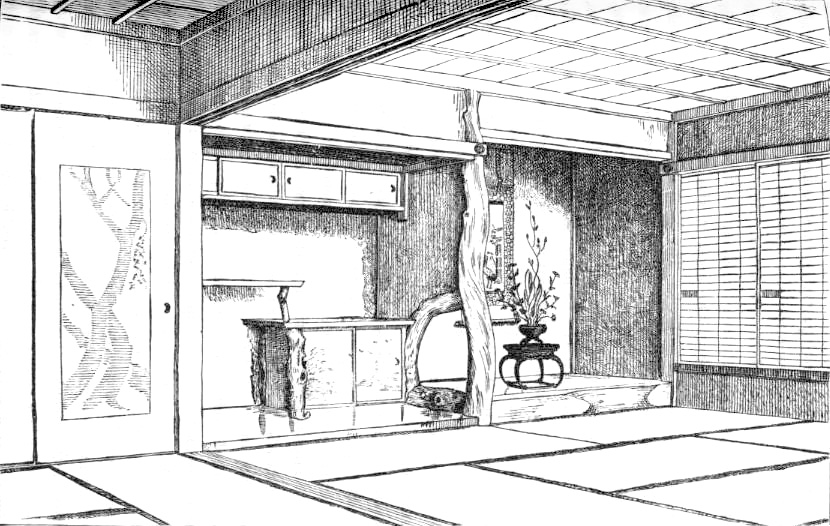
Dibujo de un tokonoma en Hogares japoneses y su entorno por Edward S. Morse.

Un tokonoma (床の間 tokonoma?) es un cubículo o pequeño espacio elevado sobre un washitsu, una habitación de estilo japonés con suelo de tatami, en donde se cuelgan rollos desplegables decorativos con pinturas (kakemono). Los arreglos ikebana y bonsái también se pueden encontrar en estos espacios. El tokonoma y los objetos contenidos en él son elementos esenciales en la decoración tradicional japonesa. Su primera aparición data del Período Muromachi (siglos XIV al XVI).
Cuando se encuentran invitados presentes en una habitación de estilo japonés, la manera correcta según la etiqueta japonesa es sentar al huésped más importante dando su espalda al lugar del tokonoma. Esto representa modestia; el que invita no debe hacer alarde del contenido del tokonoma al invitado y por lo tanto, es necesario no conducir su mirada directamente hacia tal espacio.
Está estrictamente prohibido pisar dentro de esta área.